# Шилуустей
Шилуустей (монг. Шилүүстэй) — з 1931 року сомон Завханського аймаку, Монголія. Територія 2,8 тис. км², населення 3,0 тис. Центр сомону Балгатай розташований на відстані 930 км від Улан-Батору, 136 км від міста Уліастай.

## Рельєф
Гори Іх мянган (3370 м), Сант (2710 м.), Тамгат (2906 м), Ундур ягаан, Шилуустей. Долини річок Тумурт, Завхан. Багато неглибоких озер.

## Клімат
Різкоконтинентальний клімат. Середня температура січня -21-23 градуси. У середньому протягом року випадає 300—330 мм.

## Економіка
Поклади залізної та свинцевої руди, плавикового шпату, шпату, дорогоцінного каміння, фосфоритів. Будівельна сировина

## Тваринний світ
Водяться козулі, вовки, лисиці, аргалі, дикі кози, зайці, тарбагани.

## Соціальна сфера
Є школа, лікарня, сфера обслуговування.